# Doornuitsteeksel
Iedere wervel heeft op de wervelboog aan de achterzijde een benig uitsteeksel. Dit uitsteeksel, het zogenaamde doornuitsteeksel, grenst aan het afgeplatte deel van de wervelboog en bevindt zich aan de top van de wervelboog. De rij doornuitsteeksels is op de rug aanwezig als een rij bobbels onder de huid. Aan het doornuitsteeksel zijn banden bevestigd die bijdragen aan de beweeglijkheid van de wervelkolom.
De wervels hebben verschillende soorten uitsteeksels. Bij de halswervels hebben de doornuitsteeksels bij de mens een gevorkte vorm, met uitzondering van de atlas (de eerste halswervel), die geen uitsteeksel heeft. De borstwervels bevatten over het algemeen een doornuitsteeksel dat knobbelvormig (niet gevorkt) is en zowel naar achteren als naar omlaag gericht is.
De lendenwervels hebben rechthoekige of bijlvormige doornuitsteeksels en hebben een deel dat naar achteren en een deel dat naar beneden wijst. De doornuitsteeksels van de heiligbeenwervels en de stuitwervels zijn over het algemeen met elkaar vergroeid en vormen in het heiligbeen een soort richel, de sacrale kam. Bij het stuitbeen (coccygis) zijn meestal geen kam of doornuitsteeksels aanwezig.